# Hanne Verbruggen (atlete)
Hanne Verbruggen (Brussel, 27 mei 1993) is een Belgische atlete, gespecialiseerd in de lange afstand. Ze werd zevenmaal Belgisch kampioene.

## Loopbaan
Verbruggen stopte op twaalfjarige leeftijd met atletiek tot ze in 2015 herbegon met lopen.
Verbruggen was bij de jeugd aangesloten bij Atletiekclub Pajottenland en is nu actief bij Atletiekclub VITA. De coach van Hanne Verbruggen is Frans Mattens.

### Eerste Belgische titels op verschillende lange afstanden
In 2017 werd Verbruggen voor het eerst Belgisch kampioene op de 5000 m. Later dat jaar haalde Verbruggen ook de Belgische titel op de 10 km en de halve marathon. In 2019 veroverde ze een tweede Belgische titel op de 10 km. In 2018 en 2020 werd ze Belgisch kampioene op de 10.000 m.

### Focus op de marathon
Eind 2020 kon Verbruggen zich op de marathon plaatsen voor de Olympische Spelen die in 2021 in Tokio plaatsvonden. Tijdens de marathon van Valencia liep ze met een persoonlijk record van 2:29.14 onder de gevraagde limiet voor deelname. Op die Olympische Spelen behaalde ze een 49e plaats.
In 2022 kon Verbruggen zich tijdens de marathon van Sevilla plaatsen voor de Europese kampioenschappen in München. Ze behaalde er een achtste plaats.
Begin 2023 verbeterde Verbruggen in Sevilla haar persoonlijk record op de marathon naar 2:26.32. Met deze tijd werd ze de tweede beste Belgische marathonloopster. Ze voldeed ook aan de minima voor de wereldkampioenschappen later dat jaar in Boedapest en de Olympische Spelen van 2024 in Parijs.

## Belgische kampioenschappen
| Onderdeel      | Jaar       |
| -------------- | ---------- |
| 5000 m         | 2017       |
| 10.000 m       | 2018, 2020 |
| 10 km          | 2017, 2019 |
| halve marathon | 2017, 2023 |

## Persoonlijke records
| Onderdeel      | Prestatie | Datum            | Plaats   |
| -------------- | --------- | ---------------- | -------- |
| 5000 m         | 15.48,00  | 15 augustus 2020 | Dortmund |
| 10.000 m       | 32.34,53  | 21 juni 2025     | Marburg  |
| 10 km          | 31.34     | 27 juli 2024     | Berlijn  |
| halve marathon | 1:09.43   | 4 mei2025        | Mainz    |
| marathon       | 2:26.32   | 19 februari 2023 | Sevilla  |

## Palmares

### 5000 m
- 2017:  BK AC – 16.59,59
- 2018:  BK AC – 16.32,61
- 2019:  BK AC – 16.33,98

### 10.000 m
- 2018:  BK AC te Naimette-Xhovémont – 35.11,55
- 2020:  BK AC te Eigenbrakel – 34.29,98

### 10 km
- 2017:  BK AC – 34.27
- 2019:  BK in Lokeren - 33.01
- 2024:  Runners City Night in Berlijn – 31.34

### 10 mijl
- 2018:  Antwerp 10 Miles – 1:01.14

### 20 km
- 2019:  20 van Alphen – 1:10.42

### halve marathon
- 2017:  BK AC in Wevelgem – 1:18.05
- 2018: 9e Bredase Singelloop - 1:16.12
- 2022: 9e Halve marathon van Santa Pola - 1:12.29
- 2022: 4e Rimi Riga - 1:11.47
- 2022: 5e Bredase Singelloop - 1:11.46
- 2023:  BK in Gentbrugge – 1:12.28
- 2024:  BK in Gentbrugge – 1:10.23
- 2025:  BK in Gentbrugge  - 1:10.01
- 2025:  Gutenberg Halbmarathon Mainz  - 1:09.43

### marathon
- 2019: 6e Marathon van Düsseldorf – 2:39.03
- 2019: 24e Marathon van Valencia – 2:35.00
- 2020: 20e Marathon van Valencia – 2:29.14
- 2021: 49e OS in Sapporo – 2:38.03
- 2022: 17e Marathon van Sevilla - 2:29.54
- 2022: 8e EK in München - 2:29.44
- 2023: 7e Marathon van Sevilla - 2:26.32
- 2023: 39e WK in Boedapest - 2:37.15
- 2024: 19e OS in Parijs - 2:29.03
- 2025: 12e EK in Leuven - 2:35.40

### veldlopen
- 2019:  BK AC in Laken
- 2019: 8e Sylvestercross in Soest
- 2020:  Crosscup
- 2022: 34e EK in Turijn

### 8 km
- 2020:  Acht van Apeldoorn – 25.50